# Gobius ater
Gobius ater és una peix de la família dels gòbids i de l'ordre dels perciformes.
És un burret de tons marronosos i d'uns 7 cm de llargada que viu als fons litorals d'aigües somes i a les llacunes litorals. Es troba des de les Balears i el Golf de Lleó fins a Niça i Sardenya.